# 水海道站

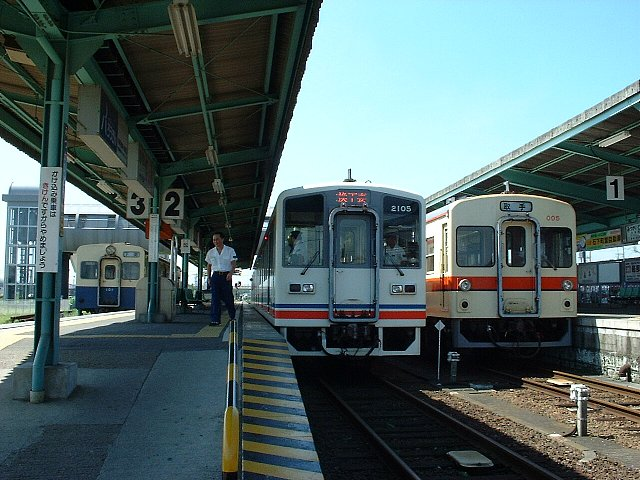
3種車種停靠在此站

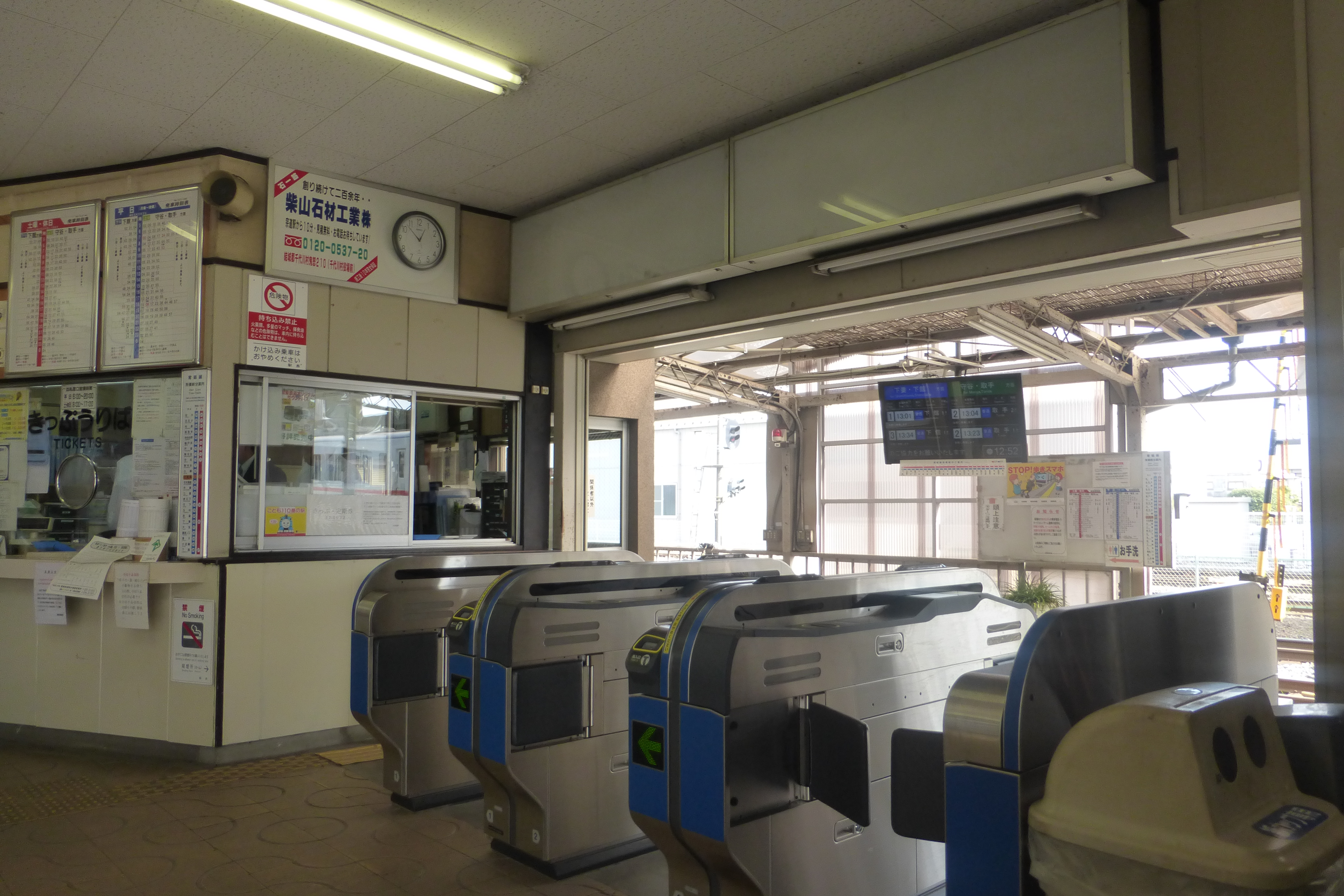
閘口

水海道站（日语：／ Mitsukaidō eki */?）是位於茨城縣常總市水海道寶町字石宮2861番2號，關東鐵道的常總線車站。

## 概要
此站是常總市代表車站，位於該市的市中心，鄰近安樂寺（元三大師）、弘經寺、一言主神社、大生郷天滿宮、翌檜之里、二水會館等市內主要觀光勝地。

## 歷史
- 1913年（大正2年）11月1日 - 常總鐵道（日语：常総鉄道）車站啟用[1][9]。
- 1945年（昭和20年）3月30日 - 與筑波鐵道（第一代）（日语：筑波鉄道 (初代)）合併，成為常總筑波鐵道（日语：常総筑波鉄道）車站[1]。
- 1965年（昭和40年）6月1日 - 與鹿島參宮鐵道（日语：鹿島参宮鉄道）合併，成為關東鐵道車站[1]。
- 1973年（昭和48年） - 車站大樓建成。
- 1984年（昭和59年）11月15日 - 新守谷站至此站之間成為雙線鐵路，取手站至此站之間的雙線鐵路工程完成[1]。
- 1992年（平成4年） - 水海道機關區廢止，小絹至水海道之間新設水海道車輛基地（日语：水海道車両基地）[1]。
- 2009年（平成21年）3月14日 - 此站可以使用IC卡PASMO[1]。
- 2015年（平成27年）9月10日 - 發生關東·東北暴雨（日语：平成27年9月関東・東北豪雨），使鬼怒川缺堤，車站迴旋路水浸[10]。

## 車站構造
此站是地面車站，設有2面3線的混合式月台。此站沒有跨線橋，月台靠近下館一方設有站內平交道。在舊常總鐵道總部位於此站。此站是有人車站，在早上和晚間沒有售票業務。

### 月台
| 月台 | 路線    | 方向           | 備註                 |
| ---- | ------- | -------------- | -------------------- |
| 1    | ■常總線 | 守谷、取手方向 |                      |
| 1    | ■常總線 | 下妻、下館方向 |                      |
| 2    | ■常總線 | 守谷、取手方向 | 從此站出發的列車使用 |
| 3    | ■常總線 | 守谷、取手方向 |                      |
| 3    | ■常總線 | 下妻、下館方向 |                      |

- 從前此站設有方面性月台。在2005年（平成17年）8月24日實施時間表修正起，變成上述月台使用狀態。
- 在閘口正面設有磁式手動發車標（種類、目的地、出發月台）。
- 曾經在車站大樓內設有、蕎麥麵·烏冬店，商店結業，遺蹟設置了自動販賣機。

## 在此站運輸上的特徴
此站是關東鐵道常總線在運行上的據點車站。取手一方是雙線，下館一方是單線。車站往取手一方1.8公里設有水海道車輛基地。
- 上行（小絹、新守谷、守谷、取手方向）
  - 日間大約每小時設有4班普通列車（前往取手，部分前往守谷）停靠，半數列車從此站出發。部分時段快速列車停靠此站[12]。
- 下行（石下、下妻、下館方向）
  - 日間大約每小時設有2班普通列車停靠，部分時段快速列車停靠此站。夜間設有前往下妻的區間列車[12]。

## 使用狀況
以下為近年乘車人次變化。
| 乘車人員變化 | 乘車人員變化 |
| 年度         | 1日平均人次  |
| ------------ | ------------ |
| 2005         | 1,399        |
| 2006         | 1,398        |
| 2007         | 1,475        |
| 2008         | 1,494        |
| 2009         | 1,407        |
| 2010         | 1,345        |
| 2011         | 1,306        |
| 2012         | 1,382        |
| 2013         | 1,451        |
| 2014         | 1,462        |
| 2015         | 1,451        |
| 2016         | 1,500        |
| 2017         | 1,479        |
| 2018         | 1,485        |

## 車站周邊

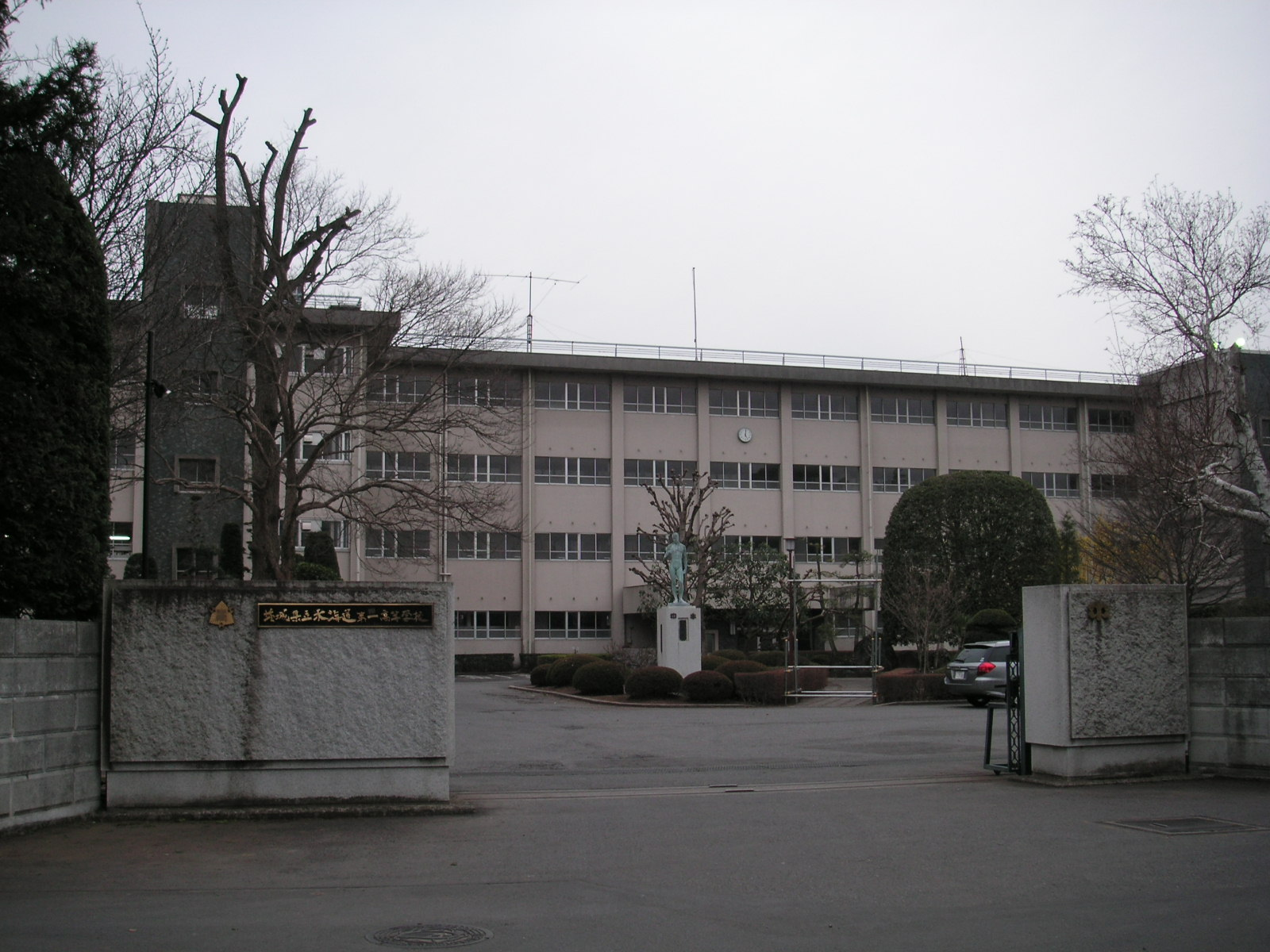
車站西邊的水海道第一高等學校

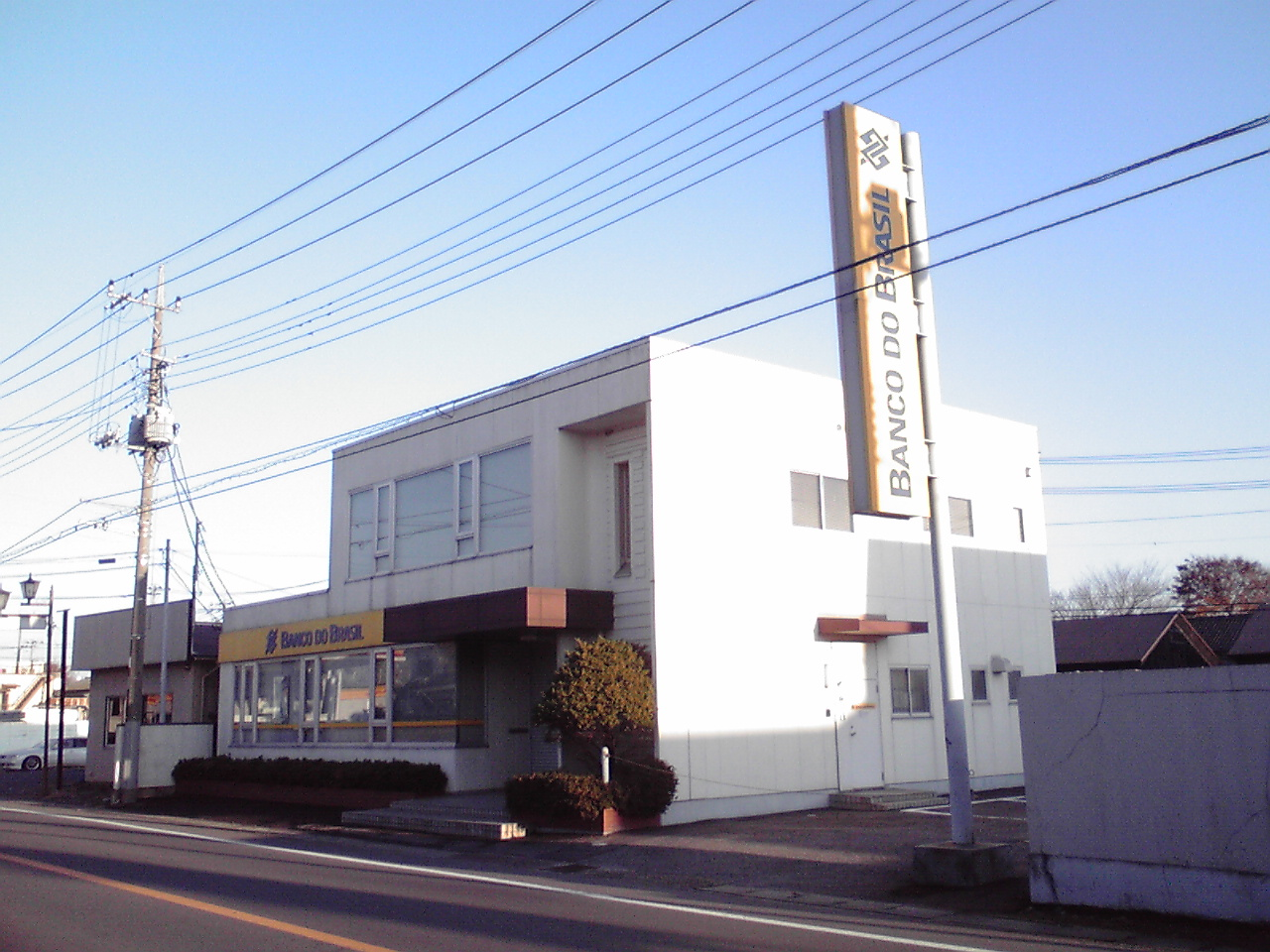
巴西银行茨城出張所（2014年關閉）

車站周邊是水海道市區。車站大樓一方中，北邊設有常總市政廳等政府機構，西邊設有常總市立圖書館和縣立水海道第一高等學校等文教設施。經過南北自由通道，於車站南邊的國道294號上設有商業設施。
車站大樓位於車站北邊，曾經車站南邊鄰接水海道機關區。

### 北邊（車站大樓一方）
- 站前廣場、巴士站
- 水海道站前觀光詢問處
- 關東鐵道勞動組合（常總）（日语：日本私鉄労働組合総連合会）
- 關東鐵道生活協同組合
- 水海道勞動基準監督署
- 常總市政廳
- 常總市立圖書館（日语：常総市立図書館）
- 茨城縣立水海道第一高等學校（日语：茨城県立水海道第一高等学校）
- 鬼怒醫師會醫院
- 水海道郵局（日语：水海道郵便局）
- 水海道諏訪郵局
- 東日本銀行（日语：東日本銀行）水海道分店
- 筑波銀行（日语：筑波銀行）水海道分店
- 常陽銀行（日语：常陽銀行）水海道分店
- 水海道第一酒店
- 野村屋酒店
- KASUMI（日语：カスミ）水海道榮町店（水海道廣場（日语：みつかいどうプラザ）遺址[14][15]）
- 日本基督教團水海道教會

### 南邊（經南北行人通道）
- 站前廣場
- Route Inn（日语：ホテルルートイン）水海道站前
- 水海道商務酒店
- 中央勞動金庫（日语：中央労働金庫）水海道分店
- Fines（購物中心）

## 巴士路線

### 現行路線
- 關東鐵道（筑波中央營業所（日语：関東鉄道つくば中央営業所））
  - 經綠野站、谷田部四角、學園並木 前往土浦站
  - 經綠野站、谷田部四角、農林團地、學園並木 前往土浦站

### 已取消路線
曾經此站設有前往東京都心方向的高速巴士，也有前往坂東市、猿島町方向的一般巴士路線。均已經廢止。另外，此站曾經設有前往駕駛執照中心的急行若葉號巴士，該路線在2019年暫停服務，在2020年正式取消。

## 相鄰車站
關東鐵道
■常總線
快速
守谷－水海道－石下
普通
小絹－水海道－北水海道

## 注腳
1. 1 2 3 4 5 6 7  曾根悟（監修）. 朝日新聞出版分冊百科編集部（編集） , 编. . 週刊朝日百科. 21号 関東鉄道・真岡鐵道・首都圏新都市鉄道・流鉄. 朝日新聞出版. 2011-08-07: 9–11 （日语）.
2. ↑  関東鉄道 駅別乗降人員 （页面存档备份，存于）（日語）
3. ↑  安楽寺.名所・関東鉄道公式ホームページ （页面存档备份，存于）（日語）
4. ↑  弘経寺.名所・関東鉄道公式ホームページ （页面存档备份，存于）（日語）
5. ↑  一言主神社.名所・関東鉄道公式ホームページ （页面存档备份，存于）（日語）
6. ↑  大生郷天満宮.名所・関東鉄道公式ホームページ （页面存档备份，存于）（日語）
7. ↑  あすなろの里.名所・関東鉄道公式ホームページ （页面存档备份，存于）（日語）
8. ↑  二水会館.名所・関東鉄道公式ホームページ （页面存档备份，存于）（日語）
9. ↑  關東鐵道網站「関東鉄道常総線100年のあゆみ」
10. ↑  . 中日新聞.   [2016-11-13]. （原始内容存档于2019-08-06） （日语）.
11. ↑  「各駅停車」筑波線 常総線町内物語（常陽新聞社）
12. 1 2  水海道駅時刻表(PDF) （页面存档备份，存于）（日語）關東鐵道官方網站
13. ↑  常總市統計書
14. ↑   (PDF). 市民協働のまちづくり推進委員会. 2014-07-17  [2017-04-04]. （原始内容存档 (PDF)于2016-08-31） （日语）.
15. ↑   (PDF). 株式会社カスミ. 2015-02-23  [2017-04-04]. （原始内容存档 (PDF)于2016-08-31） （日语）.

## 外部連結
- 水海道站 | 車站案內 （页面存档备份，存于）（日語） - 關東鐵道